# Hamilton Academical Football Club
O Hamilton Academical Football Club, também conhecido como Hamilton Academical, é um clube de futebol da cidade de Hamilton in South, South Lanarkshire, Escócia. Fundado em 1874 baseado no time de futebol da escola da Hamilton Academy, é o único clube profissional restante no futebol britânico que se originou de uma escola.

## História
O Hamilton Academical foi formado no final de 1874 pelo reitor e alunos da escola local, a Hamilton Academy. Tornaram-se membros da Scottish Football League (Liga da Escócia) em novembro de 1897, quando o Renton F.C. foi forçado a sair da liga.
Na temporada 1905-06, foram promovidos para a antiga Primeira Divisão, mesmo ficando na 4ª colocação. O clube alcançou a final da Copa da Escócia por duas vezes durante este período, perdendo para Celtic e Rangers em 1911 e 1935, respectivamente, mas nunca causou tanto impacto na liga, sempre ficando do meio pra baixo na tabela. Foram finalmente rebaixados em 1946-47, retorndo em 1953-54, caindo mais uma vez, com outro retorno em 1965-66.
Em 1971, se tornou o primeiro clube de futebol no Reino Unido a contratar jogadores da chamada "Cortina de Ferro" quando três jogadores poloneses foram adquiridos, gerando muita publicidade.
Outra era de sucesso veio no final dos anos 1980, quando foi promovido para a Premier League duas vezes (1986 e 1988), mas, novamente, ficando apenas uma temporada na principal divisão, sendo rebaixado no mesmo ano. Em 1991 e 1992, o clube ganhou a Scottish League Challenge Cup. Em 1994, as novas regras sob os estádios fizeram o clube vender o Douglas Park, sua casa desde 1888. O clube então, dividiu um campo com o Albion Rovers e Patrick Thistle pelos próximos 7 anos.
Em 1996, o Hamilton foi rebaixado para a terceira divisão escocesa pela primeira vez na sua história, e mesmo sendo promovidos no ano seguinte, caíram novamente dois anos depois. Em 1999-2000, o rebaixamento do Hamilton (novamente para a 3ª divisão) foi muito divulgado. Isso ocorreu devido a perda de 15 pontos da equipe na competição devido ao W.O que foi dado no Stenhousemuir, pois os jogadores estavam em greve pelo não pagamento de salários.
A sorte do clube desde então, mudou: em 2001-02, o clube retornou para a cidade natal, para um estádio a poucos quilômetros do antigo, e também garantiu a promoção para a Division One em 2004-05. O clube ficou na divisão durante algum tempo, chegando a ficar em 4º lugar em 2006-07. A temporada 2007-08 viu o Hamilton ganhar a promoção para a Premier League. No dia 19 de Abril, venceu o campeonato e garantiu a vaga para a principal divisão pela 6ª vez. No ano de 2008-09, contratou alguns jogadores como Lucas Akins, Mark Corcoran, Derek Lyle, Sean Murdoch, Sebastian Sorsa, Brian Carrigan e Kenny Deuchar.
Em maio de 2009, depois de uma goleada por 3 a 0 nos rival Motherwell, outros resultados confirmaram-no na temporada seguinte da Premier League, garantindo mais de um ano seguido na principal divisão pela primeira vez em 70 anos.

## Elenco Atual
Atualizado em 14 de janeiro de 2021.
Legenda
- : Capitão